# Fort bij Giessen
Het Fort bij Giessen is een fort, dat onderdeel uitmaakt van de Nieuwe Hollandse Waterlinie en dat gelegen is nabij de plaats Giessen.
Het fort werd gebouwd van 1878-1881 en diende om een aanval op Woudrichem te voorkomen. De bouw was moeilijk: de vaste kleilaag lag op een diepte van 3 meter en het veen daarboven moest worden afgegraven, waarna de put opgevuld moest worden met zand om de fundering stevigheid te verschaffen.
Het fort bestaat uit een legeringsgebouw en twee remises voor de opslag van munitie en geschut. De kazerne bestaat uit drie verdiepingen. Op de begane grond waren de keuken, apotheek, ziekenverblijf, manschappenverblijven, opslagruimten voor levensmiddelen en munitie en de privaten. Boven waren de verblijven voor de commandant, officieren en onderofficieren en nog twee manschappenverblijven. Onder de begane grond is een kelderverdieping met slaapruimte voor manschappen. Helemaal rechts was een remise waar kanonnen werden gestald als ze niet nodig waren. Remise B, met twee verdiepingen, ligt ten zuidoosten van de kazerne en remise C ten noordoosten. De stenen gebouwen zijn afgedekt met een laag aarde en het geheel is omsloten door een gracht. Er konden 216 manschappen in het fort worden ondergebracht.
Een actieve militaire functie heeft het fort nooit gehad, hoewel het gedurende de mobilisatie tijdens de Eerste Wereldoorlog wél bemand was. In 1926 werd het als fort opgeheven, maar bleef het nog in gebruik als opslagplaats bij leger, politie en douane.

## Natuurgebied
In 1972 kwam het fort onder beheer van de Stichting Brabants Landschap, vanwege de aanwezige natuurwaarden. Het terrein heeft een oppervlakte van 12 hectare.
Het hoofdgebouw wordt gebruikt door de natuurvereniging Altenatuur en door de Archeologische Vereniging van het Land van Heusden en Altena. De laatste vereniging heeft er een aantal archeologische en paleontologische vondsten uitgestald. Sommige daarvan, zoals een mammoetkies en het gewei van een reuzenhert, kwamen tevoorschijn bij het uitbaggeren van de Maas.
De natuurwaarden van het gebied komen tot uiting in het reliëf, met hoogteverschillen tot 20 meter. De meidoornhagen, eens bedoeld om de vijand te hinderen, zijn nu ideale broedplaatsen voor vogels en de muren bieden plaats aan muurplanten zoals muurvaren en tongvaren. In de bomvrije bijgebouwen overwinteren vleermuizen.
De gemeente heeft een wandelpad om het fort aangelegd en soms worden er excursies naar het fort georganiseerd.
In 2017 zijn in opdracht van Brabants Landschap de bomvrije kazerne (gebouw A) en de kanonremises, gebouwen B en C, gerestaureerd. De Nieuwe Hollandse Waterlinie is bij de UNESCO genomineerd als werelderfgoed mede vanwege de bijzondere cultuurhistorische waarde. De restauratie betrof met name de buitenkant van de gebouwen. Het metselwerk is aangepakt en verder zijn verroeste duimen, waaraan de luiken hangen, opgeknapt, kapot natuursteen hersteld en zijn de rotte delen van de houten luiken vervangen. Tot slot zijn er maatregelen getroffen voor de vleermuizen waardoor zij in de vertrekken kunnen verblijven en overwinteren. Tot slot is in het hoofdgebouw ook een ruimte ingericht met een tentoonstelling over de Eerste Wereldoorlog.